# Поддани, Юджин
Ю́джин Фра́нк По́ддани (англ. Eugene Frank Poddany; 23 декабря 1919, Харбин, Маньчжурия — 10 марта 1984, США) — американский композитор, аранжировщик, пианист и руководитель джаз-оркестра.

## Биография
Родился 30 декабря 1919 года в Харбине в семье Фрэнка Поддани и Татьяны (в девичестве Гиргилевич). Его отец, чех по происхождению, изготавливал музыкальные инструменты, а позже стал реквизитором на одной из голливудских студий. Семья прибыла в США в августе 1923 года через Сиэтл и поселилась в Калифорнии.
Брал частные уроки композиции и оркестровки у доктора Эрнста Тоха и Марио Кастелнуово-Тедеско, уроки фортепиано у Игнаса Хильсберга.
Наиболее известен как автор музыки для многих американских мультфильмов пятидесятых и шестидесятых годов, включая музыку для мультфильмов из серии Looney Tunes (Кот Сильвестр, Багз Банни, Твити), Шоу Дятла Вуди, Том и Джерри (1963—1967), а также для мультфильму по сказке Доктора Сьюза Как Гринч украл Рождество (1966).
Скончался 10 марта 1984 года в Лос-Анджелесе, Калифорния, США. Причина смерти суицид. Похоронен на кладбище Голливуд-Хилс.

## Фильмография
- 1951 — Room and Bird
- 1951 — French Rarebit
- 1951 — The Wearing of the Grin
- 1951 — Leghorn Swoggled
- 1951 — Lovelorn Leghorn
- 1952 — What Makes Us Tick
- 1954 — It’s Everybody’s Business
- 1955 — The Butcher, the Baker, the Ice Cream Maker
- 1956 — Your Safety First
- 1956 — The Ostrich Egg and I
- 1957 — Goofy Gardeners (Short)
- 1957 — Plumber of Seville
- 1959 — Kiddie League
- 1959 — Mouse Trapped
- 1960 — Heap Big Hepcat
- 1960 — Billion Dollar Boner
- 1960 — Freeloading Feline
- 1960 — Fish Hooked
- 1961 — Poop Deck Pirate
- 1961 — Rough and Tumble-Weed
- 1961 — Eggnapper
- 1961 — Gabby’s Diner
- 1961 — Mackerel Moocher
- 1961 — Clash and Carry
- 1961 — Mississippi Slow Boat
- 1961 — Doc’s Last Stand
- 1962 — Rock-a-Bye Gator
- 1962 — Pest of Show
- 1963 — Pent-House Mouse
- 1964 — The Unshrinkable Jerry Mouse
- 1964 — The Cat Above and the Mouse Below
- 1964 — Snowbody Loves Me
- 1964 — Is There a Doctor in the Mouse?
- 1964 — Much Ado About Mousing
- 1965 — Tom-ic Energy
- 1965 — The Year of the Mouse
- 1965 — The Cat's Me-Ouch
- 1965 — The Brothers Carry-Mouse-Off
- 1965 — Of Feline Bondage
- 1965 — Jerry-Go-Round
- 1965 — I’m Just Wild About Jerry
- 1965 — Haunted Mouse
- 1965 — Bad Day at Cat Rock
- 1965 — Ah, Sweet Mouse-Story of Life
- 1965 — The Dot and the Line: A Romance in Lower Mathematics
- 1966 — Love Me, Love My Mouse
- 1967 — Guided Mouse-Ille
- 1967 — Cat and Dupli-Cat
- 1967 — O-Solar-Meow
- 1970 — Horton Hears a Who!
- 1983 — Daffy Duck’s Movie: Fantastic Island